# Paranormal Activity 3
Série Paranormal Activity
Paranormal Activity 2
(2010) Paranormal Activity 4
(2012)
Pour plus de détails, voir Fiche technique et Distribution.
Paranormal Activity 3, ou Activité paranormale 3 au Québec, est un film d'horreur indépendant américain de genre found footage réalisé par Henry Joost et Ariel Schulman et sorti en 2011. Il traite principalement des origines de la saga Paranormal Activity.
L'histoire se déroule en 1988, bien avant les événements du premier opus. Katie et Kristi, deux sœurs, ainsi que leur mère Julie et leur beau-père Dennis, emménagent dans une nouvelle maison et deviennent témoins de phénomènes plus qu'étranges. Pour tirer les choses au clair, Dennis décide d'installer des caméras dans la maison ; ce que les bandes enregistrent semble se concentrer autour de Katie et Kristi et dépasse de loin tout ce qu'ils pouvaient imaginer. Vivre ou mourir, un choix que Dennis va devoir faire pour venir à bout du démon.

## Synopsis
L'histoire s'ouvre en 2005. Katie donne un carton rempli de cassettes VHS enregistrées à sa sœur Kristi enceinte et à son mari Daniel. Un an plus tard, la maison de Kristi et Daniel a été cambriolée et les cassettes vidéos ont disparu (raccordé à la scène de début du deuxième film).
La suite du film montre au téléspectateur les images des enregistrements contenant les vidéos souvenirs de Katie et Kristi étant jeunes avec leur mère Julie et son petit-ami Dennis, en 1988.
À cette époque, Kristi avait un ami imaginaire répondant au nom de Toby. Dennis a remarqué que depuis que l'ami imaginaire de Kristi est apparu, des choses étranges commençaient à se produire dans la maison. En voulant tourner une sextape avec la caméra, Dennis et Julie ont vécu un tremblement de terre, laissant la caméra enregistrer de la poussière tomber du plafond sur la forme d'une silhouette. En voulant visualiser la vidéo, Dennis remarque le phénomène et son ami Randy lui suggère de placer des caméras dans la maison pour capturer d'autres événements similaires.
Durant la première nuit, Kristi se réveille et parle à quelqu'un se trouvant hors champ de la caméra. Ce n'est que le lendemain qu'elle révèle à Dennis qu'elle parlait à Toby. Des événements plus étranges se produisent dans la maison et Dennis découvre un étrange symbole dans le placard des filles, et trouve ce même symbole dans un livre de démonologie. Plus tard, Kristi tombe malade, et pendant que Julie et Dennis l'emmènent à l’hôpital, Katie et Randy décident de jouer à Bloody Mary, dans la salle de bains des filles, mais après l'expérience, Randy ressent une douleur et découvre une énorme griffure sur son torse. Au moment de sortir de la pièce, une silhouette noire apparaît rapidement, renfermant la porte violemment et un tremblement surgit. Apeurés par ces phénomènes, Randy et Katie décident de sortir de la salle de bain, mais une fois la porte ouverte montrant la chambre, les meubles s'envolent et poussent Randy à refermer la porte. Il retente de sortir de la salle de bains avec Katie et cette fois-ci, rien ne se produit.
Après le retour de Julie et Dennis, Randy récupère ses affaires et quitte précipitamment la maison, déclarant à Dennis que tout ce qu'ils ont fait est dangereux. Après ses recherches, Dennis apprend à sa petite-amie Julie l'origine du symbole qu'il a aperçu dans le placard des filles, qu'il s'agit de l’emblème d'une congrégation de sorcières formée dans les années 1930, un couvent qui lavait le cerveau de jeunes femmes en âge de procréer pour avoir des enfants et les forçait à les abandonner sans en avoir le moindre souvenir. L'histoire exaspère au plus haut point Julie qui préfère s'en aller, mettant fin à la conversation.
L'entité terrorise les jeunes sœurs, blessant Katie jusqu'à ce que Kristi accepte de faire ce qu'elle demande. Elle demande à sa mère de les emmener chez leur grand-mère, Lois, mais elle refuse. Cependant, après avoir été témoin d'un phénomène effrayant, Julie décide finalement d'installer sa famille chez sa mère.
Durant la nuit, l'arrivée des voitures réveille le couple. Julie décide d'aller voir ce qu'il se passe quand elle entend le déplacement des meubles. Après avoir attendu quelques minutes, Dennis décide de chercher sa petite-amie : il l'appelle elle ainsi que les filles, mais personne ne répond. Il découvre dans la maison des symboles marqués sur les murs, y compris ceux dessinés par Kristi.
En haut de l'escalier, Dennis trouve Julie, mais cette dernière est en lévitation puis jetée sur lui, qui tombe des escaliers avec elle et découvre qu'elle est morte. Après avoir trouvé Kristi, Dennis, paniqué, tente de quitter la maison et voit à l'extérieur le groupe de femmes dans le jardin autour d'un feu. Il trouve Katie pleurant près des escaliers et du corps de Julie. Tentant de s'approcher d'elle, Katie se retourne, montrant un visage possédé et poussant un cri démoniaque. Dennis se trouve violemment projeté de l'autre côté de la pièce par une force invisible, ce qui lui brise la jambe. Katie s'enfuit et Dennis essaye de ramper vers le corps de Julie. Lois apparaît alors dans le couloir, bloquant son chemin en le regardant avec un visage inexpressif. Le corps de Dennis est alors cloué au sol par la force du démon, possédant la grand-mère et le tue en brisant sa colonne vertébrale. Montant à l'étage, Lois invite calmement Katie et Kristi de la suivre, et Kristi appelle Toby pour venir les rejoindre. Les dernières images montrent l'état statique de la caméra de Dennis, qui finit par s'éteindre, mettant fin au film.

## Fiche technique
- Titre original et français : Paranormal Activity 3
- Titre québécois : Activité Paranormale 3
- Réalisation : Henry Joost et Ariel Schulman
- Scénario : Oren Peli, Christopher Landon
- Photographie : Michael Simmonds
- Montage : Gregory Plotkin
- Production : Oren Peli, Jason Blum, Steven Schneider
- Société de distribution : Paramount Pictures
- Budget : 5 000 000 $
- Pays d'origine :  États-Unis
- Langue originale : anglais
- Genre : horreur
  - Durée : 84 minutes (version cinéma) - 94 minutes (version longue)
- Dates de sortie : 
  - États-Unis : 21 octobre 2011
  - France / Belgique : 19 octobre 2011
- Classification : 
  - États-Unis : R-rated
  - France : Tout public avec avertissement lors de sa sortie en salles mais déconseillé aux moins de 12 ans lors de sa diffusion à la télévision. Tous-Publics lors de sa sortie en DVD.

## Distribution

### Personnages en 1988
- Lauren Bittner (VF : Barbara Tissier) : Julie
- Christopher Nicholas Smith (VF : Pierre Tessier / (VF : Thierry Ragueneau) (bande-annonce uniquement)) : Dennis
- Chloe Csengery (VF : Lou Marais) : Katie
- Jessica Tyler Brown (VF : Jeanne Orsat) : Kristi
- Dustin Ingram (VF : Sébastien Desjours) : Randy Rosen
- Hallie Foote (VF : Sylvie Genty) : Grand-mère Lois
- Johanna Braddy : Lisa

### Personnages dans le présent
- Katie Featherston (VF : Aurore Bonjour) : Katie
- Sprague Grayden (VF : Bérangère Allaux) : Kristi Rey
- Brian Boland (VF : Stéphane Pouplard) : Daniel Rey
- Mark Fredrichs (VF : Christian Peythieu) : Dr Fredrichs, le médium (bande-annonce uniquement)

Sources et légende : Version française selon le carton de doublage français.

## Autour du film
- Le budget de ce 3e volet est seulement de 5 millions de dollars.
- Ce troisième volet est un préquel se focalisant sur la jeunesse de Katie et Kristi à la fin des années 1980, afin d'expliquer les origines de ces étranges phénomènes.
- Les deux précédents opus ont rapporté beaucoup plus que leur budget initial : Paranormal Activity, coûtant à la production 15 000 dollars, a réalisé pas loin de 200 millions de dollars de recettes à travers le monde. Paranormal Activity 2 a également connu un succès phénoménal avec plus de 176 millions engrangés (pour un budget de 3 millions). Le mélange du thème du surnaturel avec la forme du faux-documentaire s'avère ainsi très lucratif...
- Les producteurs de Paranormal Activity 3 ont produit le récent Insidious, également axé sur le spiritisme et le surnaturel.
- Le scénario est signé Christopher Landon. Il a également réalisé Burning Palms, un conte subversif mêlant cinq histoires se déroulant à Los Angeles.

Ces trois personnages ne sont de retour qu'au tout début du film dans la scène d'introduction où Katie rapporte des cassettes de 1988 qu'elle n'a jamais visionnées. Après le cambriolage chez Daniel et Kristi (Paranormal Activity 2), Daniel remarque que, dans la cave, il n'y a plus les cassettes que Katie avait laissées. Puis le film nous projette en 1988.

## Box-office
| Pays                     | Box-office      |
| Box-office Monde         | 207 039 844 $   |
| Box-office International | 103 011 037 $   |
| Box-office États-Unis    | 104 028 807 $   |
| Box-office France        | 807 640 entrées |

Lancé sur 3 321 écrans, le 3e opus de la saga explose tous les records lors de son premier week-end d'exploitation avec 52,6 millions de dollars de recette. 
Il réalise donc le meilleur démarrage de la franchise mais également le meilleur démarrage pour un film d'horreur devant Paranormal Activity 2 (40,6) et Vendredi 13 (40,5) et le meilleur démarrage pour un film sorti en octobre aux États-Unis, détrônant ainsi Jackass 3 (50,3).